# Stubnyafürdői járás

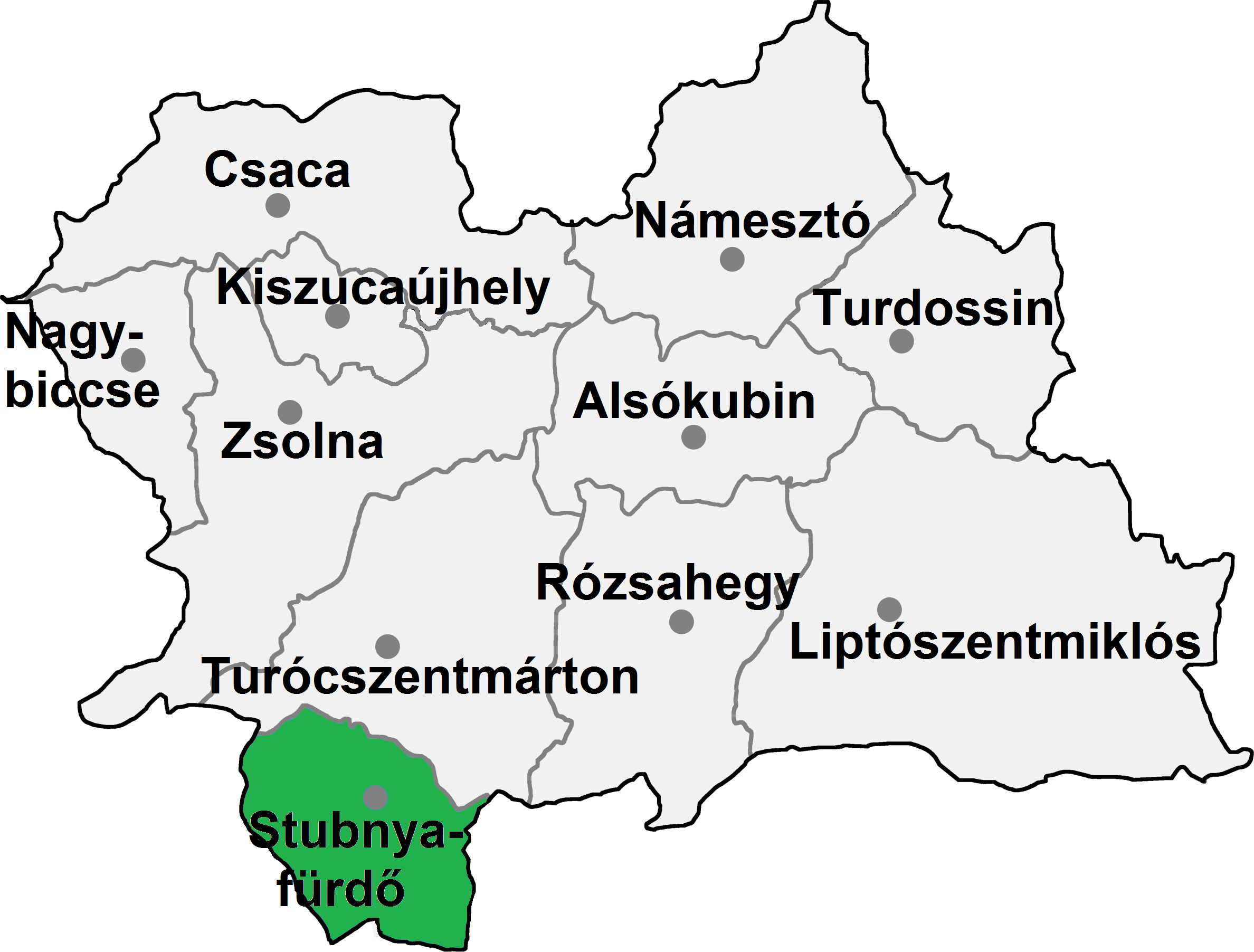
A Stubnyafürdői járás

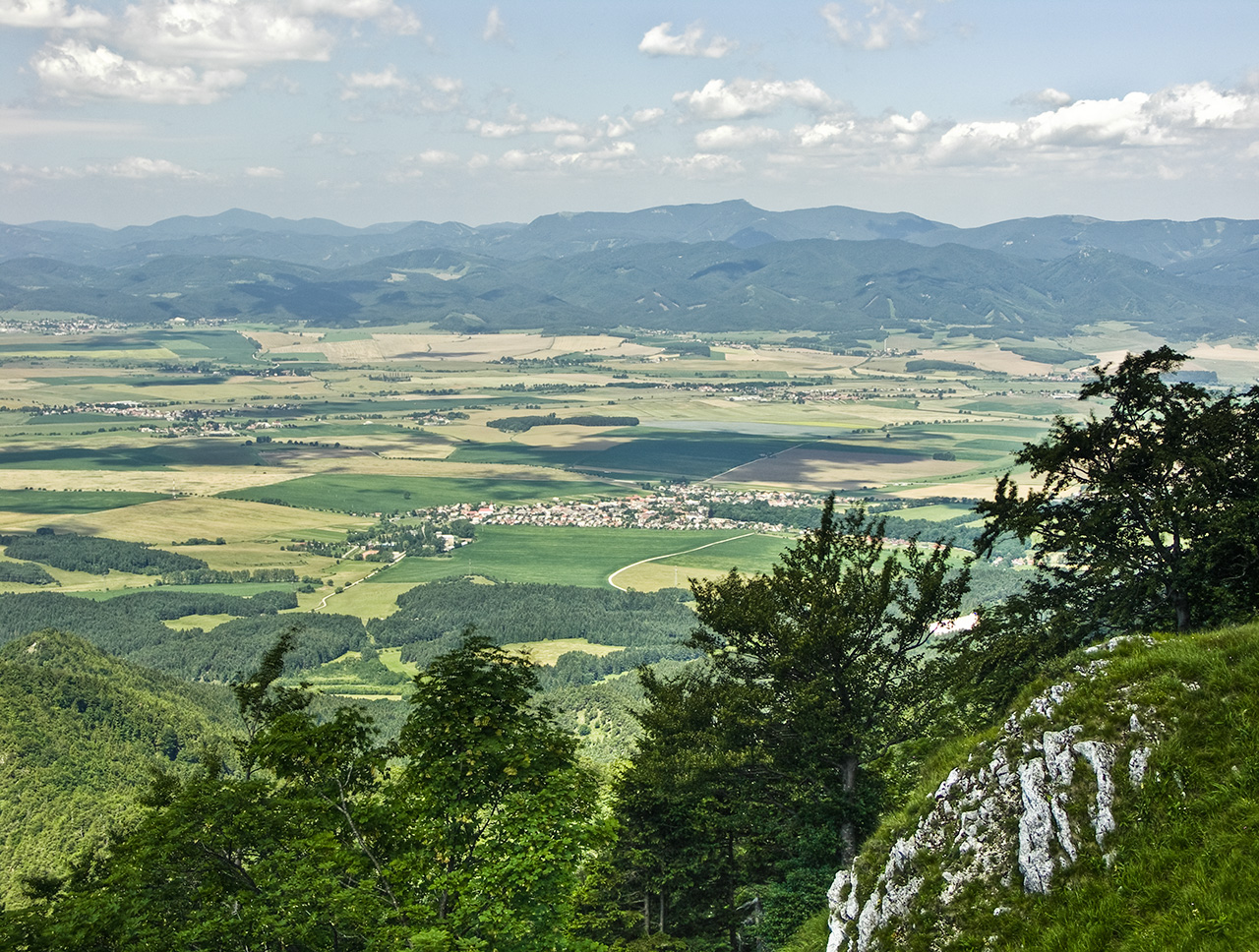
A Turóci-medence, háttérben a Kis-Fátra vonulatai

A Stubnyafürdői járás (szlovákul Okres Turčianske Teplice) Szlovákia Zsolnai kerületének közigazgatási egysége. Területe 393 km², lakosainak száma 16 379 fő (2011), székhelye Stubnyafürdő (Turčianske Teplice). A járás területe teljes egészében az egykori Turóc vármegyéhez tartozott.

## Története
A Stubnyafürdői járás 1922-ig egyike volt az egykori Turóc vármegye két járásának a Turócszentmártoni mellett. Területe azonban nagyobb volt a mainál, mivel északnyugaton ide tartozott kilenc község, melyek ma a Turócszentmártoni járáshoz tartoznak (Turócremete, Znióváralja, Lazány, Valcsa, Turóctótfalu, Lézsa, Turócszentgyörgy, Szocóc és Szentmária). A megye 1918-tól csehszlovák uralom alatt állt, amit a trianoni békeszerződés erősített meg 1920-ban.
1923-ban a Stubnyafürdői járás megszűnt, teljes területét a Turócszentmártoni járáshoz csatolták, melynek területe így azonos lett az addigi Turóc vármegyéével. Ugyancsak 1923-ban a mai Szlovákia területét hat nagymegyére osztották, a járás ezek közül Vágmente megyéhez (Považská župa) került. 1928-ban a nagymegyék is megszűntek, Csehszlovákiát négy tartományra osztották, ekkor a járás a Csehszlovákián belüli Szlovákia része lett. 1938-ban a járás négy déli községét (Turócnémeti, Felsőstubnya, Alsóturcsek és Felsőturcsek) elcsatolták a Körmöcbányai járáshoz. 1939-ben, amikor Csehszlovákia megszűnt, a független Szlovákiában ismét hat megyét hoztak létre, a Turócszentmártoni járás ezek közül Tátra megyéhez (Tatranská župa) tartozott, a Körmöcbányai pedig Garammente megyéhez (Pohronská župa).
A második világháború után újjáalakult Csehszlovákia közigazgatási beosztása hasonló volt az 1928-38 közöttihez, a járások ismét közvetlenül a szlovák tartományhoz tartoztak. A Turócszentmártoni járás határai is visszaálltak az 1938-as állapotukba, az 1938-ban elcsatolt négy déli községet visszacsatolták.
1949-ben újabb átszervezésre került sor, számos más járással ekkor hozták létre ismét a Stubnyafürdői járást a Turócszentmártoni járás déli részéből. Ennek határai majdnem megegyeztek az 1923 előttivel, csupán Valcsa és Lézsa került most a Turócszentmártoni járáshoz. Szintén 1949-ben az 1923-28 közötti nagymegyékhez hasonló nagyobb közigazgatási egységeket hoztak létre, de ezek neve most kerület (kraj) lett, az egykori Turóc megye területén fekvő két járás a Zsolnai kerülethez került.
1960-tól ismét jelentősen átszervezték a járásokat, a korábbiaknál sokkal nagyobbakat hozva létre, a Stubnyafürdői járást ekkor másodszor is beolvasztották a Turócszentmártoniba. Szintén 1960-ban a kerületek száma Szlovákiában hatról háromra csökkent, a Turócszentmártoni járás pedig a Közép-Szlovákiai kerület része lett. A kerületek 1990-ben ismét megszűntek és csak a (nagy)járások maradtak Csehszlovákiában.
1996-ban, a már független Szlovákia közigazgatási felosztását megint jelentősen átalakították. A járások száma 38-ról 79-re nőtt és ezeket nyolc kerületbe osztották be. A Stubnyafürdői járás ismét kivált a Turócszentmártoniból, és mindkettő ismét a Zsolnai kerület része lett, mint 1949 és 1960 között.

## Népessége
| Év:            | 1994.  | 2004.   | 2014.   | 2024.   |
| -------------- | ------ | ------- | ------- | ------- |
| Emberek száma: | 16 951 | 16 710  | 16 204  | 15 646  |
| Eltérés:       |        | -1,42 % | -3,02 % | -3,44 % |

| Év:            | 2023.  | 2024.   |
| -------------- | ------ | ------- |
| Emberek száma: | 15 753 | 15 646  |
| Eltérés:       |        | -0,67 % |

## A Stubnyafürdői járás települései
(Zárójelben a szlovák név szerepel.)
- Berestyénfalva (Brieštie)
- Bodorfalva (Bodorová)
- Borcfalu (Borcová)
- Felsőstubnya (Horná Štubňa)
- Ivánkafalva (Ivančiná)
- Kiscsepcsény (Malý Čepčín)
- Kisraksa (Rakša)
- Márkfalva (Jazernica)
- Moskóc (Moškovec)
- Mosóc (Mošovce)
- Nagycsepcsény (Veľký Čepčín)
- Stubnyafürdő (Turčianske Teplice)
- Tótpróna (Slovenské Pravno)
- Turcsek (Turček)
- Turócábrahámfalva (Abramová)
- Turócandrásfalva (Ondrašová)
- Turócbalázsfalva (Blažovce)
- Turócborkút (Budiš)
- Turócerdőd (Liešno)
- Turócjeszenő (Jasenovo)
- Turóckelemenfalva (Kaľamenová)
- Turócliget (Háj)
- Turócmeggyes (Čremošné)
- Turócnémeti (Sklené)
- Turócrudnó (Rudno)
- Turóctölgyes (Dubové)